# Satyrus dubia
Satyrus dubia är en fjärilsart som beskrevs av Andrej Nikolajewitsch Avinoff och Sweadner 1951. Satyrus dubia ingår i släktet Satyrus och familjen praktfjärilar. Inga underarter finns listade.